# Mount Derom
Mount Derom är ett berg i Antarktis. Det ligger i Östantarktis. Norge gör anspråk på området. Toppen på Mount Derom är 2 400 meter över havet.
Terrängen runt Mount Derom är platt åt sydost, men åt nordväst är den kuperad. Mount Derom är den högsta punkten i trakten. Trakten är obefolkad. Det finns inga samhällen i närheten. 